# De Gemene Deler
Bankgiro Loterij: De Gemene Deler is een televisieprogramma van productiemaatschappij Talpa. Hierbij draait om één ding: zo veel mogelijk geld te verdienen.

## Spelverloop

### Vragenrondes
Drie voor elkaar onbekende kandidaten moeten zo veel mogelijk geld verdienen door meerkeuzevragen te beantwoorden. In iedere ronde die het trio verder komt, kan meer geld worden verdiend per vraag:
- Ronde 1. 5.000 euro per vraag
- Ronde 2. 10.000 euro per vraag
- Ronde 3. 25.000 euro per vraag
- Ronde 4. 50.000 euro per vraag
- Ronde 5. 250.000 euro per vraag

De meerkeuzevragen moeten correct en unaniem worden beantwoord. Een fout kost 25% van het verdiende geld, de tweede 50%, de derde is fataal.
Per vraag moet het team binnen 100 seconden unaniem tot een antwoord komen. Tijdens het overleg tikken de seconden en het geld weg.

### Stoppen of doorgaan
Na vijf vragen is een ronde voorbij. Aan het einde van de ronde kan het team beslissen of ze doorgaan of dat ze het geld dat ze dan hebben, te verdelen. Ze krijgen 30 seconden om te overleggen. Als er geen unaniem besluit is genomen over stoppen of doorgaan, start automatisch de volgende ronde. Als ze alle drie besluiten te stoppen, wordt de finale gespeeld.

### Finale
In de finale wordt steeds dezelfde vraag gesteld: wie krijgt welk deel van het geld? Ze krijgen het geld niet in drie gelijke delen, dus de een krijgt meer dan de ander. Er moet unaniem beslist worden wie welk deel krijgt, anders krijgt niemand iets. De kandidaten krijgen elk 15 seconden om de anderen te overtuigen waarom de speler recht denkt te hebben op welk deel van het geld. Als daarna geen overeenstemming is bereikt over de verdeling, gaat de klok (100 seconden) lopen en tikt ook het geld weg. Elke seconde kost dan dus geld.

## Productie
In 2008 startte het programma op RTL 4, kort na het einde van tv-zender Tien. Bij deze eerste versie was er geen sprake van een presentator, enkel een offscreen voice-over genaamd 'De stem' leidde het spel in goede banen. RTL verwachtte een enorm succes en had de spelshow tot in 2009 ingeroosterd, maar toch bleek het succes niet geheel zoals verwacht. Hierdoor kwam na het eerste seizoen op RTL 4 geen vervolg.
In 2012 besloot SBS6 het programma nieuw leven in te blazen met een ietwat versneld maar over het algemeen gelijk gebleven format, met als grootste verschil de presentatie: deze was nu in handen van Beau van Erven Dorens. Net zoals in 2008 bleek het succes echter niet wat gehoopt werd en al kort na de eerste uitzendingen werd het programma weer van het scherm gehaald. De afleveringen die hierdoor niet zijn uitgezonden, worden alsnog uitgezonden in 2014 en dan om 18:30 uur in plaats van 20:00 uur.